# Folpet
Folpet (ISO-naam) is een fungicide. Het behoort tot de ftaalimiden, zoals ook captan en captafol. In zuivere toestand komt het voor als kleurloze kristallen. Technisch folpet heeft een zuiverheid van minimaal 94% (voor de Europese Unie; voor de FAO is dit 86%).
Folpet werd in het begin van de jaren '50 van de 20e eeuw op de markt gebracht. In 1989 werd het wereldwijd verbruik op meer dan 5.000 ton geschat. Merknamen zijn onder meer Folpan (Makhteshim Agan International), Acryptan (Bayer) en Folfal (CMPA). In Frankrijk wordt de stof folpel genoemd.

## Toepassing
Folpet wordt, als een waterige dispersie, op de bladeren versproeid. Het wordt tegen verscheidene schimmels gebruikt. In Europa wordt het vooral bij de teelt van de gewone tarwe, tomaten of wijndruiven gebruikt.
Folpet wordt ook in kleine concentraties toegevoegd aan sommige verven en plastics.

## Toxicologie en veiligheid
Folpet heeft een lage acute toxiciteit bij zoogdieren. Het is laag toxisch voor vogels en bijen, en is matig toxisch voor vissen, ongewervelde waterdieren, algen en regenwormen.
Folpet is zeer irriterend voor de ogen en herhaald of langdurig contact kan de huid gevoelig maken.
Bij proeven op lange termijn bleek folpet kankerverwekkend te zijn bij muizen (niet bij ratten). Op basis hiervan wordt folpet beschouwd als mogelijk kankerverwekkend bij de mens.
De aanvaardbare dagelijkse inname (ADI) van folpet is vastgesteld op 0,1 mg per kilogram lichaamsgewicht en per dag. Uit berekeningen bleek dat deze inname zou kunnen overschreden worden bij peuters in het geval van tafeldruiven of tomaten. MRL (maximum residue levels) van 5, 3 en 0,05 mg/kg werden daarom voorgesteld voor respectievelijk druiven, tomaten en tarwe.
In de bodem breekt folpet binnen enkele dag af via het zeer reactieve thiofosgeen en ftaalimide tot ftaalamidezuur en ftaalzuur. In water hydrolyseert folpet snel tot ftaalimide, dat stabiel is bij pH neutraal tot zuur.

## Regelgeving
In het kader van de Europese pesticidenrichtlijn (Richtlijn 91/414/EEG) werd folpet als bestaande werkzame stof onderzocht naar gezondheids- en milieurisico's. Op basis van de resultaten van deze evaluatie heeft de Europese Commissie folpet opgenomen in de lijst van werkzame stoffen (bijlage 1 bij de genoemde richtlijn). Deze registratie ging in op 1 oktober 2007 en liep tot 30 september 2017. De registratie geldt voor gebruik van folpet bij wintertarwe; bij andere toepassingen moeten eerst de nodige gegevens verstrekt worden om aan te tonen dat er ook dan aan de voorwaarden uit de richtlijn kan worden voldaan.